# Nesozineus marmoratus
Nesozineus marmoratus är en skalbaggsart som beskrevs av Maria Helena M. Galileo och Martins 1996. Nesozineus marmoratus ingår i släktet Nesozineus och familjen långhorningar.
Artens utbredningsområde är Venezuela. Inga underarter finns listade i Catalogue of Life.